# 皆実町 (広島市)

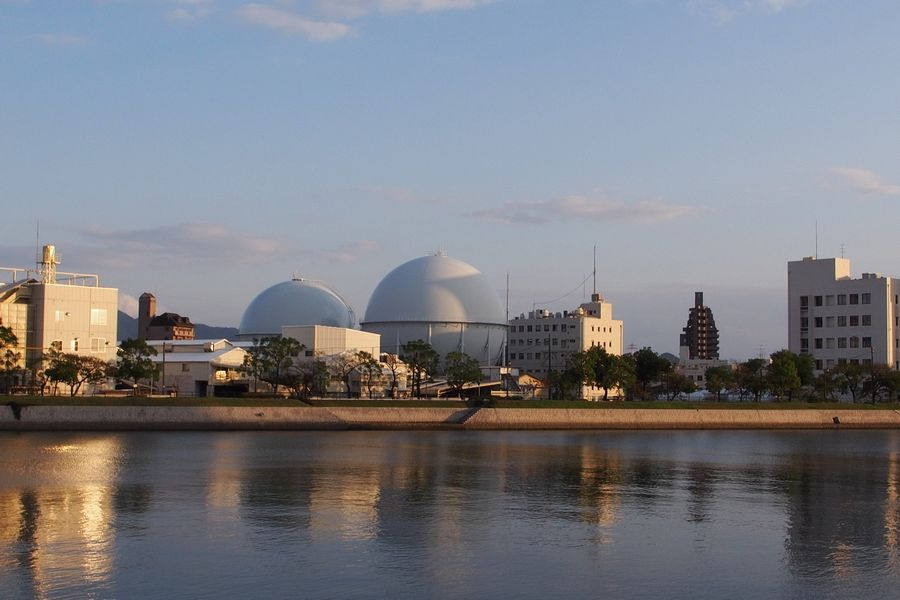
対岸の平野町側から見た広島ガス本社のガスタンク（皆実町一丁目） / 皆実町地区のランドマークともいうべき建造物である。

皆実町（みなみまち）は、広島県広島市南区に所在する町名である。旧称は「皆実」。

## 概要

### 地理
広島県を流れる太田川の三角州上、猿猴川と京橋川に挟まれた州の中西部、京橋川沿いに位置する。

### 地誌
現在の南区内では比較的早くから発展した住宅地であり、国道487号線（「宇品通り」とも。広島電鉄皆実線および宇品線が併用する電車通りでもある）が地区を縦断する。また南区役所および関連施設など南区の中枢施設が集中していることでも知られ、京橋川沿いの広島ガスのガスタンク施設は戦前以来の町のランドマークとなっている。近年は広島市道中広宇品線・霞庚午線の開通など町域内の大規模な再開発が進行し、古くからの下町の雰囲気は次第に失われつつある。

### 町丁
- 皆実町一丁目
- 皆実町二丁目
- 皆実町三丁目
- 皆実町四丁目
- 皆実町五丁目
- 皆実町六丁目

すべて、住居表示実施済み区域である。郵便番号は734-0007（宇品郵便局管区）。

### 隣接している地区
- 北側：国道2号を挟んで南区比治山本町。
- 南側：南区翠、宇品など。
- 西側：京橋川を挟んで中区平野町・千田町。
- 東側：広島市道中広宇品線を挟んで南区出汐、旭。

## 歴史

### 地名の由来
町名は江戸時代初期に比治山の南に造成された埋め立て地のうち「仁保島西新開」が、1821年（文政4年）、村民の願い出により「皆実新開」と改称したことに由来する。「南」（みなみ）の嘉名によるものである。

### 沿革

#### 「皆実新開」の時代
皆実町の起源は江戸時代初期に広島湾島に造成された埋め立て地「皆実新開」に遡る。当時、遠浅の広島湾に浮かぶ島嶼であった比治山および仁保島（現・黄金山）の間には干潟が広がっていたが、1662年（寛文2年）、広島藩により比治山から仁保島の大河浦（現在の大河）にかけて築堤がなされ、翌1663年にはこの区域の西半に仁保島西新開、東半に仁保島東新開（のち「東新開」。現在の南区霞・東雲）のふたつの新開地が造成され、広島城下「新開組」に属した。1699年（元禄2年）に地詰めが行われた西新開は、1821年（文政4年）に至って村民の願い出により「皆実新開」と改称したが、当時この新開地に居住し農業を営む住民はきわめて少なく、藩による耕作も行われた。なお、当時の皆実新開（のちの皆実村→（大字）皆実）は現在の皆実町のほか近隣の出汐・旭・翠および比治山本町の一部など広範な町域を含んでおり、1933年の町名変更までこの境域が維持されたため、元町域であった地区の施設の名称にも「皆実」の名が残されている

#### 「皆実村」から「皆実町」へ
皆実新開は明治維新後の廃藩置県を経て「皆実村」となり、広島市制の施行（1889年）に伴い「（大字）皆実」、ついで大正期の1916年になって「皆実町」に改称された。この間、この地域は大きな変貌を遂げることになった。皆実新開の造成以来、この地区は広島湾に南面していたが、1884年に至って南に宇品港（現・広島港）の築港および宇品新開（現・南区宇品）の造成が行われることになり、広島市街と築港・新開地を結ぶ宇品新道が村内を縦断する形で建設されたのである。完成後の宇品港が日清戦争開始により軍港として整備されると、比治山の南側には多くの陸軍施設が立地されるようになり、村内（現・皆実町1丁目）にも電信第二連隊が駐屯した。さらに1910年には広島ガスの本社および工場、1922年には専売局の煙草製造工場がそれぞれ現在の皆実町1丁目・2丁目に移転・立地し、特に前者の施設であるガスタンクは現在に至るまでこの地区のランドマーク的存在となっている。産業面の変化においては、明治初期の村の主要な産物は棉花であったが、明治20年代の外綿輸入により衰退に向かい、代わって明治中期から大正初期までレンコン栽培が拡大し。蓮田はこの地区の代表的景観となった。1933年（昭和8年）になってこの地区では町名の変更が実施され、町域の東部分が出汐町および旭町、南部が翠町として分立した。第二次世界大戦が開始されると、軍事輸送強化のため宇品通りに沿って広島電鉄皆実線が敷設されたが、1945年8月6日の原爆投下は、爆心地から約1.7〜2.5kmにあったこの町にも大きな被害を及ぼし、特に2km圏内に入っていた京橋川沿いの地域は全壊全焼ないし全壊地域となり、その他の地域も半壊地域となった。被爆時の熱線により広島ガス工場のガスタンクに付着した階段やバルブホイールの陰影は戦後、原爆十景の一つに選ばれている（現存しない）。

#### 戦後から現在まで
戦後、皆実町では北部の軍用地が開放されて市営の「平和住宅」が建設される一方、現在の進徳女子高等学校も跡地に移転してきた。また、戦時中に建設された電車通りに沿った西半部から宅地化が進行し、蓮田やネギ畑などの農地はしだいに姿を消していった。御幸橋東詰と旧広島陸軍被服支廠（現在の県立皆実高・県立工高校地）を結ぶ街路として戦前から発達していた皆実町中通り商店街（みなみ中通り商店街）は、比較的原爆の被害が小さく、戦後は近隣の広島大学および附属中学・高校などの学生街として繁栄した。1966年、町域の北に新広島バイパス（現：国道2号）が開通したことに伴い、町域の一部を北側の比治山本町、東側の出汐町と交換した。1990年代以降、国道2号の北に位置する段原・出汐地区での再開発の進行にやや遅れて、この地区でも再開発が進行、広島市道中広宇品線・霞庚午線の2つの幹線道路が開通して4丁目・5丁目地区を中心に街並も大きく変化しつつある。戦前以来、ガス工場と並んでこの町を代表する施設だったJT広島工場は2004年に閉鎖され、跡地には大規模商業施設「ゆめタウン広島」が2008年に立地している。

### 年表
- 1662年（寛文2年）〜1663年：仁保島西新開が造成され、広島城下「新開組」に属す。
- 1699年（元禄2年）：地詰めが行われる。
- 1821年（文政4年）：村民の願い出により仁保島西新開を「皆実新開」と改称。
- 1871年（明治4年）：廃藩置県により広島県に属す。
- 1878年：郡区町村編制法により広島県広島区に属す。
- 1882年：京橋川沿いの大黒村を併合し「皆実村」と改称。
- 1884年：村内を縦断する「宇品新道」が建設（現在の宇品通り）。
- 1885年：京橋川対岸の国泰寺村（現・中区千田町）とを結ぶ御幸橋が開通。
- 1889年：市制施行により広島市に属し大字「皆実」となる。
- 1896年：村内に日清戦争凱旋碑（現・平和塔）が建立。
- 1901年：広島県師範学校が竹屋町から村内に移転。
- 1910年：皆実村1936番地に広島瓦斯本店が移転、工場など設置。
- 1915年（大正4年）：村内に広島瓦斯電軌（現・広島電鉄）宇品線（御幸橋東詰〜宇品間）が開通。御幸橋東詰電停を設置（その後廃止）。
- 1916年：「皆実町」と改称。
- 1920年：宇品小学校の校区から分離して皆実小学校設立[3]。
- 1922年：御幸橋東詰の陸軍予備病院跡地に大蔵省専売局の煙草製造工場が落成（のちの専売公社（→日本たばこ産業(JT)広島工場）。
- 1922年：新設の陸軍電信第二連隊が皆実町内に駐屯。
- 1929年：広電宇品線御幸橋東詰電停を東に移設し、専売局前電停と改称。
- 1931年（昭和6年）：御幸橋が車道と広電の電車軌道の併用橋となる。
- 1933年：皆実町域を1～3丁目に再編し、一部が出汐町・旭町・翠町として分立。
- 1935年：広電宇品線の軌道を東に移設（現在の軌道）、電停も移設され皆実町電停（現・皆実町六丁目電停）と改称。
- 1941年：広島県師範学校が東雲町に移転。
- 1944年：宇品通りに広電皆実線（的場〜皆実町三丁目間）が開通。皆実町二丁目電停が設置。
- 1945年：原爆投下。町域の一部が全壊・全焼地域となるなど大きな被害を出す。
- 1946年：進徳高等女学校（現・進徳女子高等学校）が現在の皆実町校地に移転。
- 1949年：F・W・シュモーが来日し皆実平和住宅を建設、市に寄贈。
- 1966年：出汐町の一部を町域に編入し、比治山本町と境界変更。
- 1971年：皆実町域を皆実町一丁目から皆実町六丁目に再編。
- 1980年：広島市の政令市移行により南区に属す。町域の一部を翠1～3丁目に編入。皆実町1丁目に南区役所を設置。
- 1982年：広電皆実線に南区役所電停新設。
- 2004年：JT広島工場が閉鎖（跡地には2008年ゆめタウン広島が開業）。

## 施設

### 公共施設
- 広島皆実町郵便局（皆実町三丁目）
- 広島南警察署皆実交番（皆実町六丁目）
- 猫田記念体育館（皆実町二丁目）
- 広島県健康福祉センター（皆実町一丁目）
- 広島県総合技術研究所保健環境センター（同上）
- 南保健センター（同上）

### 行政施設
- 南区役所・南福祉事務所（皆実町一丁目）
- 広島南年金事務所（同上）

### 宗教施設・修養団体施設
- 法光寺（皆実町五丁目）
- 実践倫理宏正会広島南支部 - 広島南倫理会館（皆実町四丁目）[4]

### 教育・保育機関
- 進徳女子高等学校・学校法人進徳学園（皆実町一丁目）　-　1946年、進徳高等女学校が南竹屋町から陸軍電信第二連隊駐屯地の跡地に移転。1948年に学制改革によって現校名に改称し、そのまま現在に至っている。
- 広島市立皆実小学校（同上） - 1920年、宇品小学校の校区から分離して開校したこの地区唯一の小学校である。「皆実国民学校」時代の1945年に原爆に被災（爆心地から2.2㎞）。これにより校舎は全壊あるいは半壊、講堂・倉庫などは全壊し、教職員・児童10数名の犠牲者を出した。戦後の1947年に学制改革により現在の校名に改称。校内には「いしぶみ」の碑（皆実小学校職員児童同窓生慰霊碑）が建立され[5]、被爆樹木であるシダレヤナギも生命を保っている[6]。1月に同校で実施されるとんどで使用される火は、広島平和記念公園の「平和の灯」から採取されたものを使用している[7]。
- 広島市皆実保育園（同上）

なお広島県立広島皆実高等学校は皆実町ではなく隣の出汐地区に所在する。

### 公園
- 皆実町公園（皆実町二丁目） - 敷地内に皆実町二・三丁目集会所が立地。
- 皆実町第一公園（皆実町四丁目）
- 皆実町第二公園（同上）
- 皆実町第四公園（皆実町一丁目）
- 皆実町緑地（皆実町六丁目） - 敷地内に平和塔（旧・日清戦争凱旋碑）・皆実西部集会所が立地。

### 企業
- 広島ガス本社（皆実町一丁目）
- 広島エフエム放送本社（同上）
- 中電工中国統括支社（同上）

### 金融機関
- 広島銀行皆実町支店（皆実町五丁目）
- 広島信用金庫皆実支店（皆実町六丁目）
- 広島県信用組合皆実支店（皆実町三丁目）

### 店舗・商店街
- ゆめタウン広島（皆実町二丁目）
- 皆実町中通り商店街（皆実町三丁目・皆実町四丁目・皆実町五丁目） - 「みなみ中通り商店街」とも。戦前は「被服廠通り」として知られ、戦後は広島大学などに通学する学生のための下宿や飲食店などが建ち並ぶ学生街であったが、同大学の東広島市移転に伴い若干寂れている[8]。鷹野橋商店街と並ぶ、古くからの下町の雰囲気を残す商店街として知られる。

### その他
- 合同宿舎皆実町住宅（皆実町一丁目）
- 皆実平和住宅（皆実町一丁目） - 戦後初期、旧軍用地（陸軍電信第二連隊駐屯地）跡に建設された市営住宅。最初の4軒はアメリカの林学者でキリスト教クエーカー派のF・W・シュモーらの寄付金と労働奉仕により建設され、市に寄付された木造家屋であるが現存しない。同住宅の集会所前には当時シュモーによって造営された日本庭園が移築されている。
- 医療法人慈徳会真田病院（皆実町三丁目）

### かつて存在した施設
- JT広島工場（現・皆実町二丁目） - 跡地にはゆめタウン広島が立地。
- 広島県師範学校（現・皆実町一丁目） - 1911年から1941年まで、比治山本町南西部（ただしこの当時は皆実町1丁目内）から皆実町1丁目の北部に至るまでの区域を校地としていた。同校は1941年に東雲町に移転し、跡地は1945年春に開校した広島県立医学専門学校の校地に転用されたが、原爆により全壊したため校地としては廃止された。2018年現在、跡地には広島エフエム放送本社・広島県健康福祉センター・南区役所などが立地しているが、国道2号線など戦後新たに道路が敷設されているため、跡地は分かりにくくなっている。かつての運動場の南端であった皆実小学校の校庭の一角に、同窓生による「不動心」の碑が建立されており、かつてこの地に師範学校が立地していたことを記念している[9]。
- 陸軍電信第二連隊（現・皆実町一丁目） - 1922年の創設以来、 敗戦まで現在の比治山南麓（現在の比治山本町内）にかけての区域に駐屯。跡地には進徳女子高校などが立地しているが、上記と同様に戦後敷設された国道2号線が旧敷地内を横断しているため、跡地は分かりにくくなっている。
- 竪岩（竪磐）神社 - 寛延2年に建立された村の鎮守社であったが、1909年に比治山神社に統合され廃止。
- 広島電鉄家政女学校（現・皆実町二丁目） - 現在の猫田記念体育館・ゆめタウン付近に所在。広島電鉄が女子乗務員の確保を兼ねて第二次世界大戦中の1943年に開校したが、原爆投下により大きな被害を出し敗戦直後に廃校。

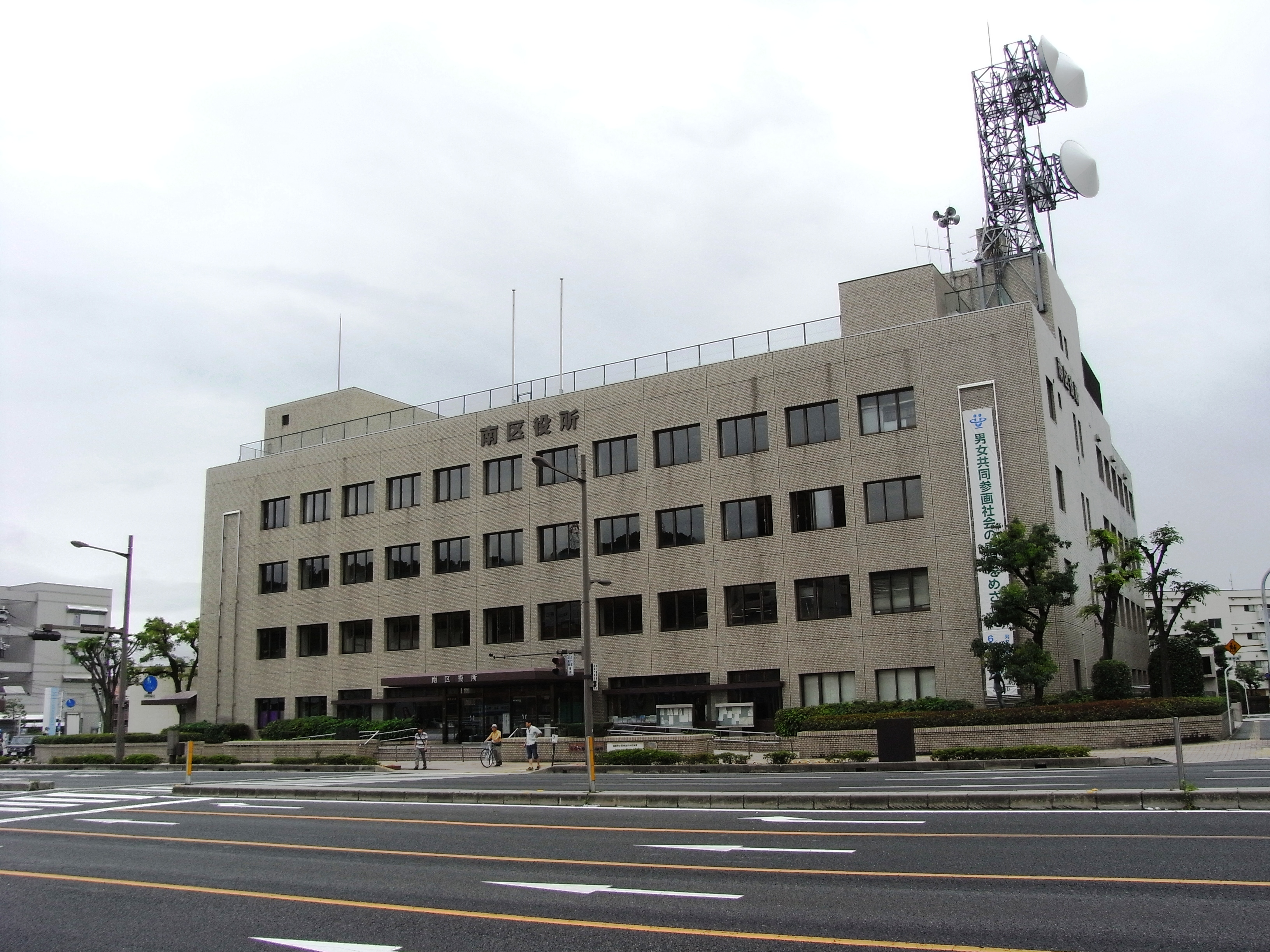
南区役所
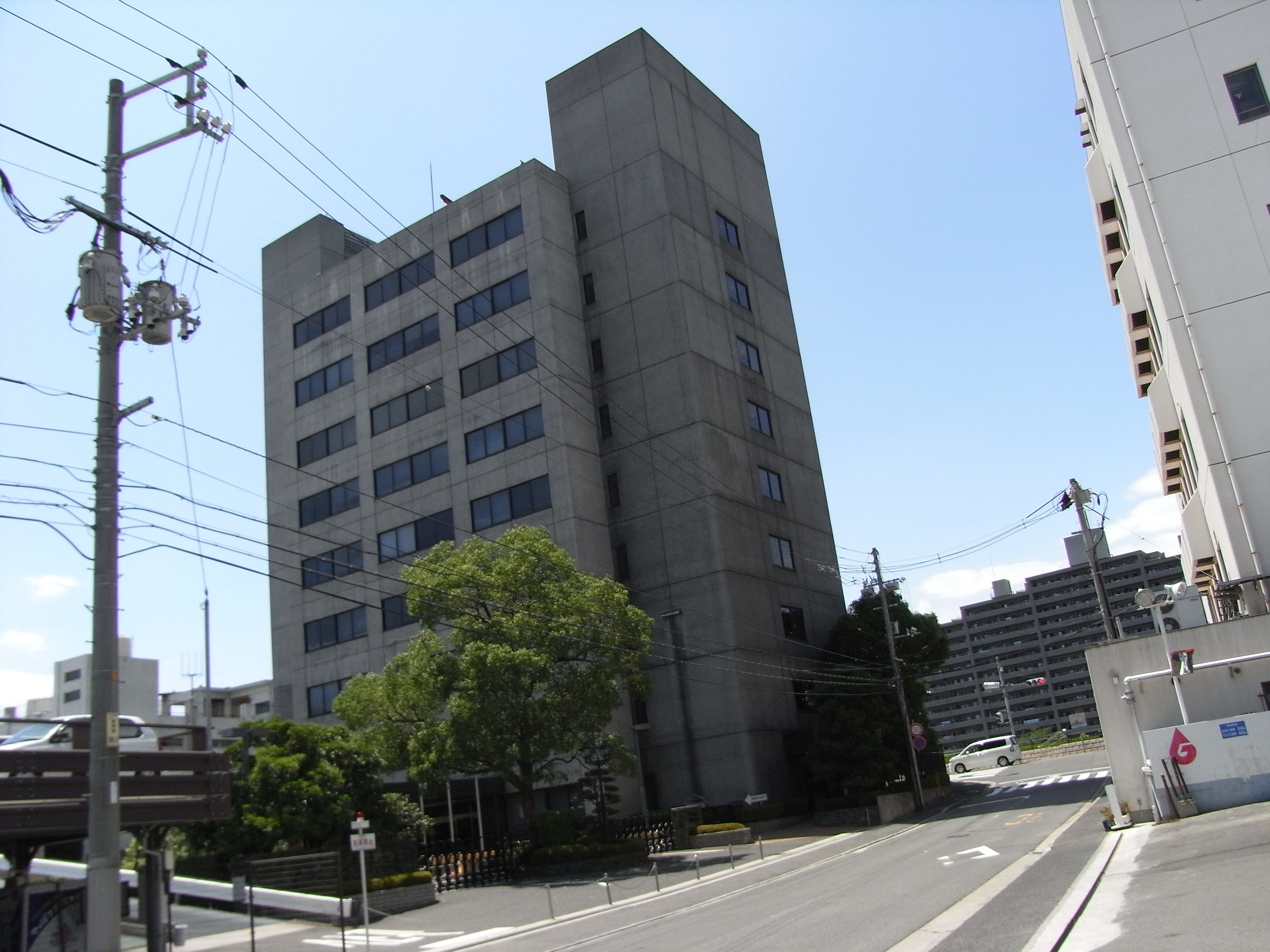
広島ガス本社
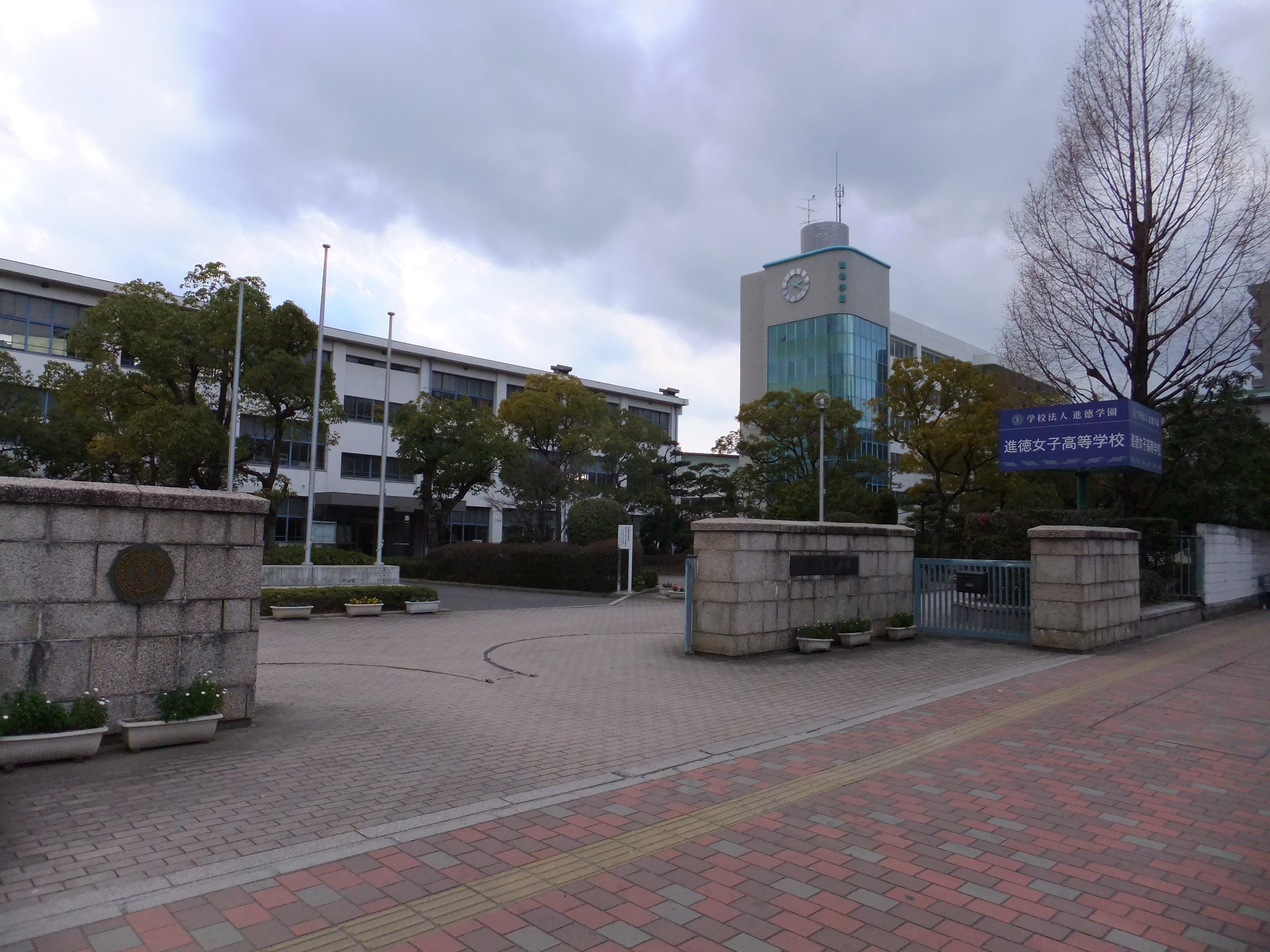
進徳女子高等学校
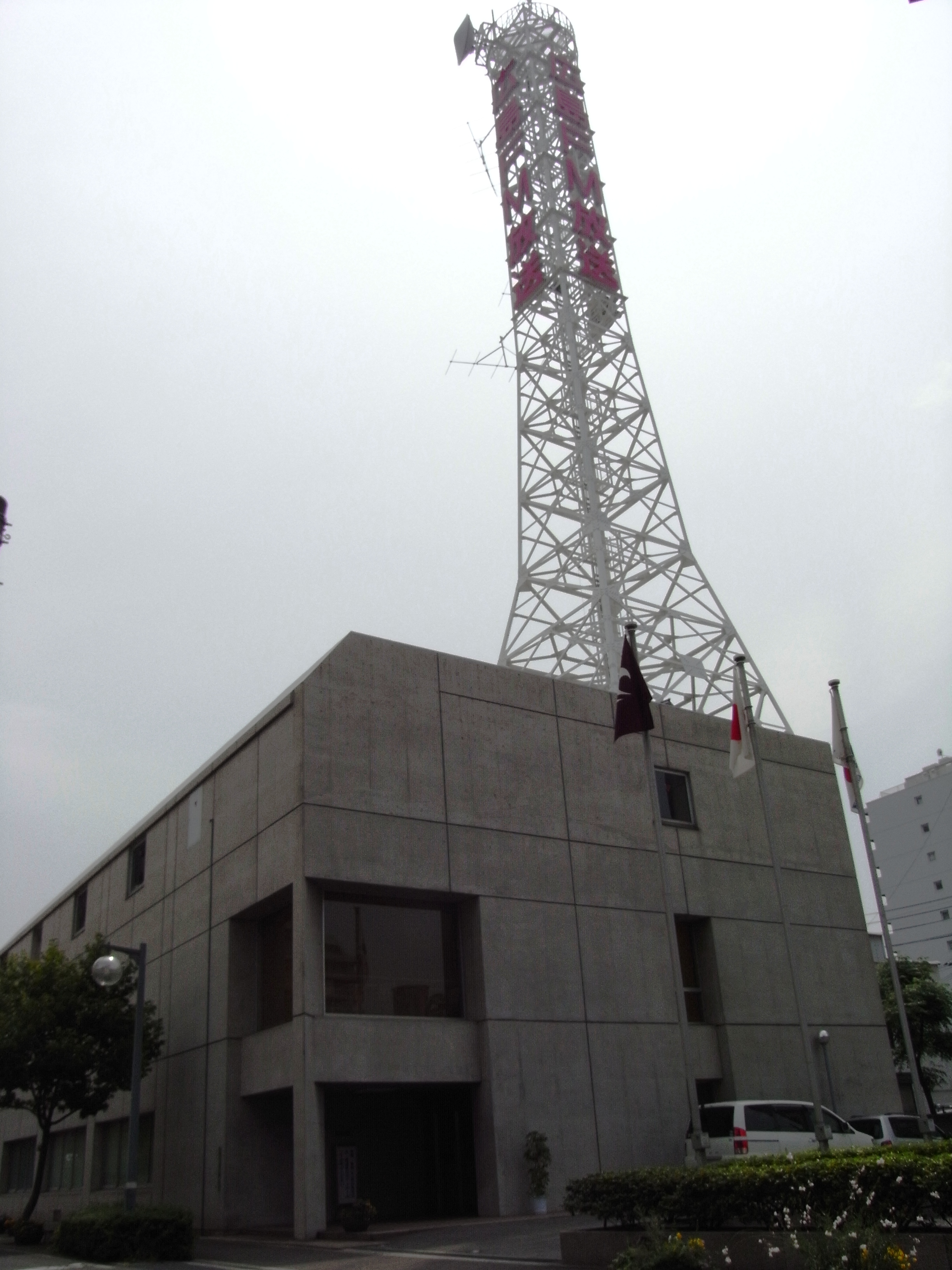
広島エフエム放送本社
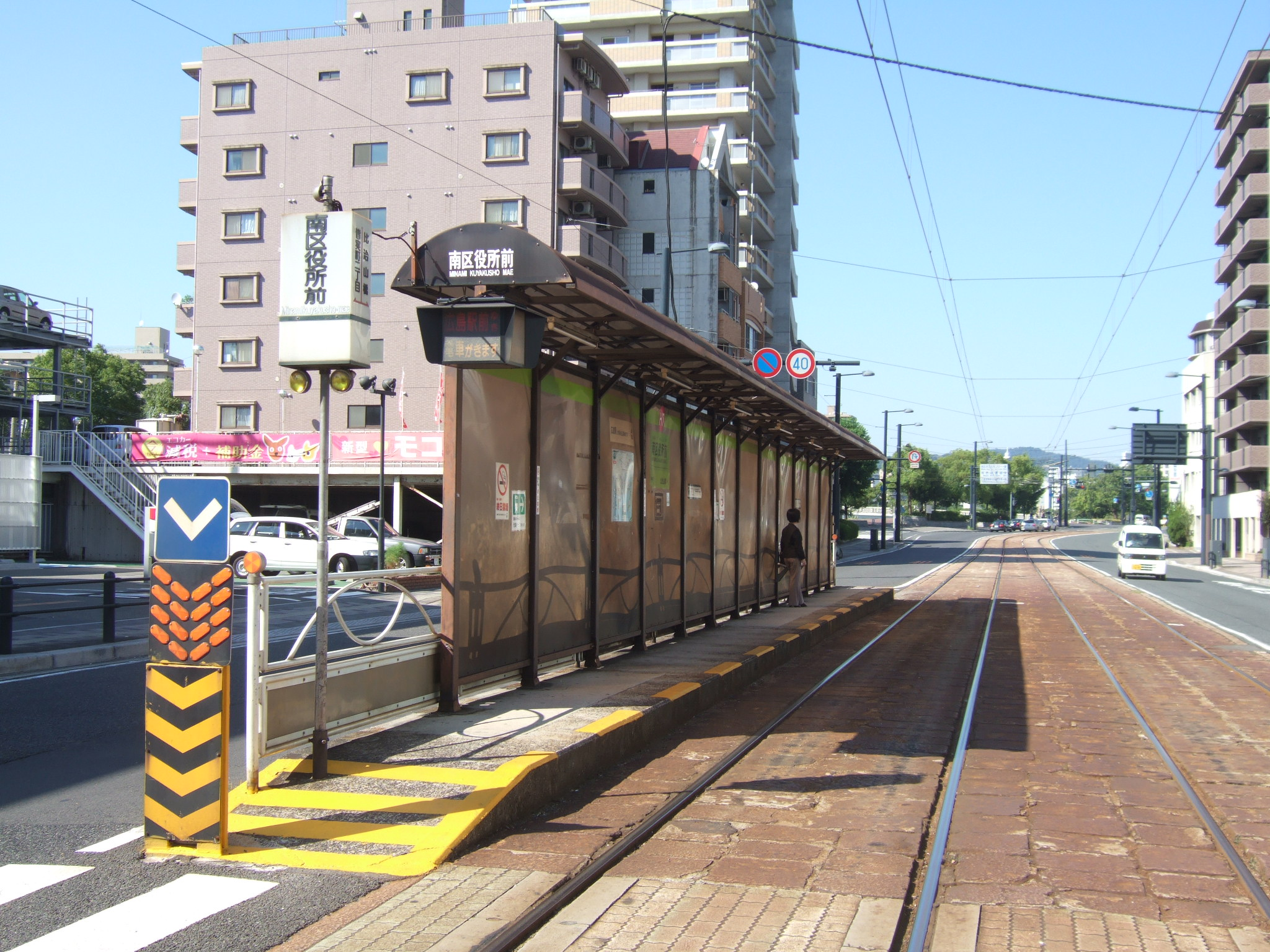
広電南区役所前駅
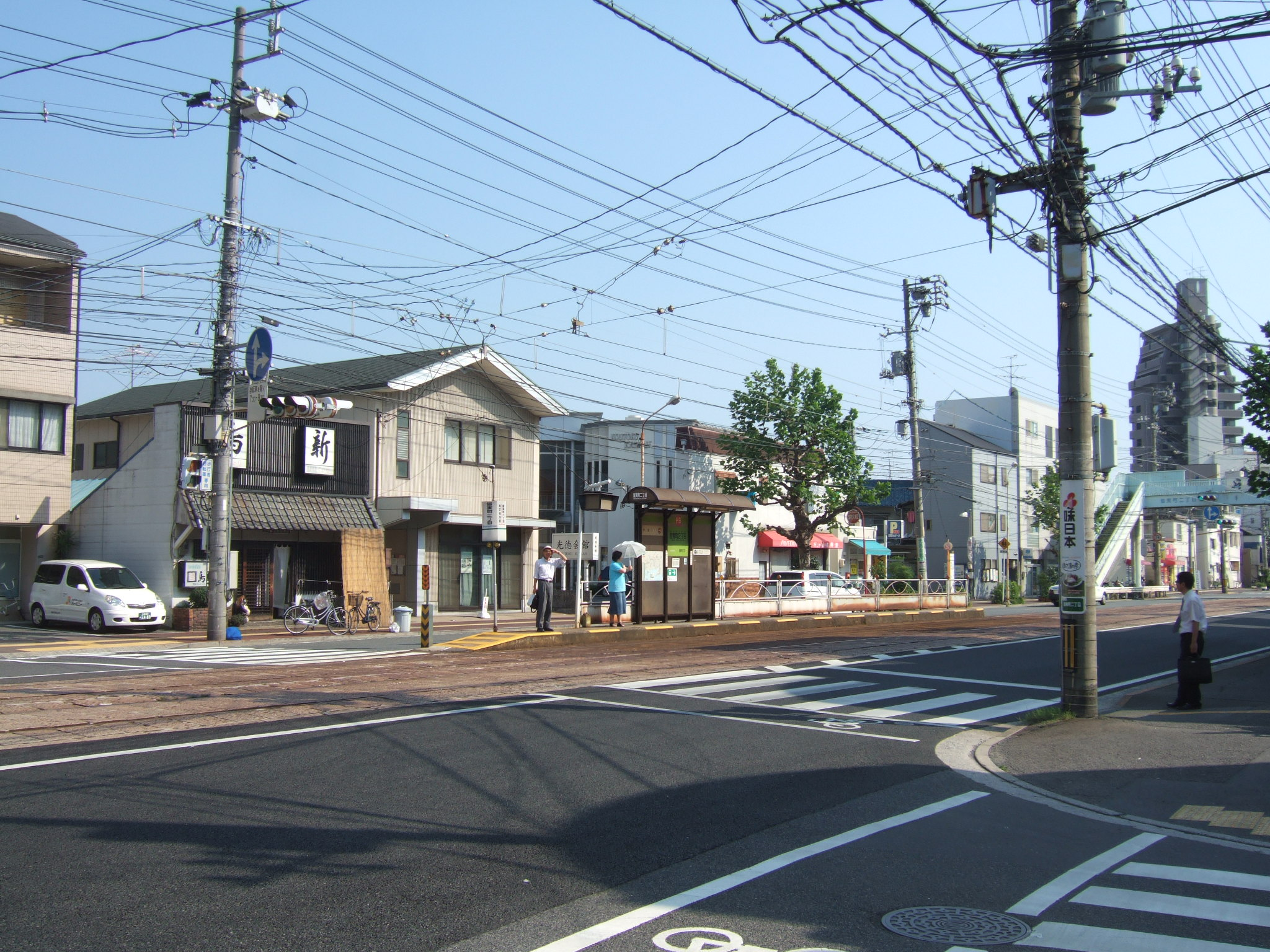
広電皆実町二丁目駅
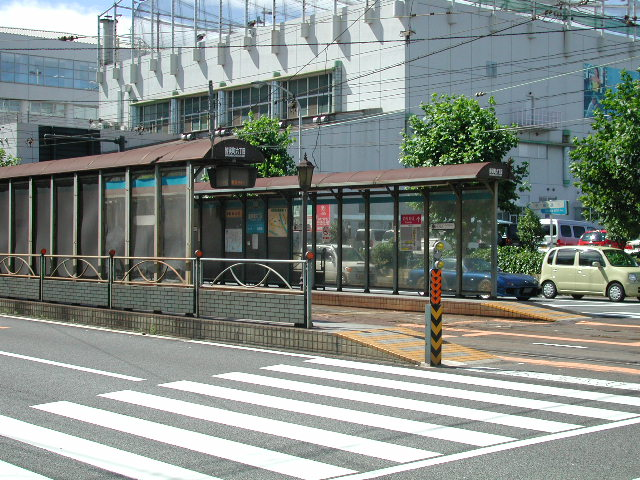
広電皆実町六丁目駅
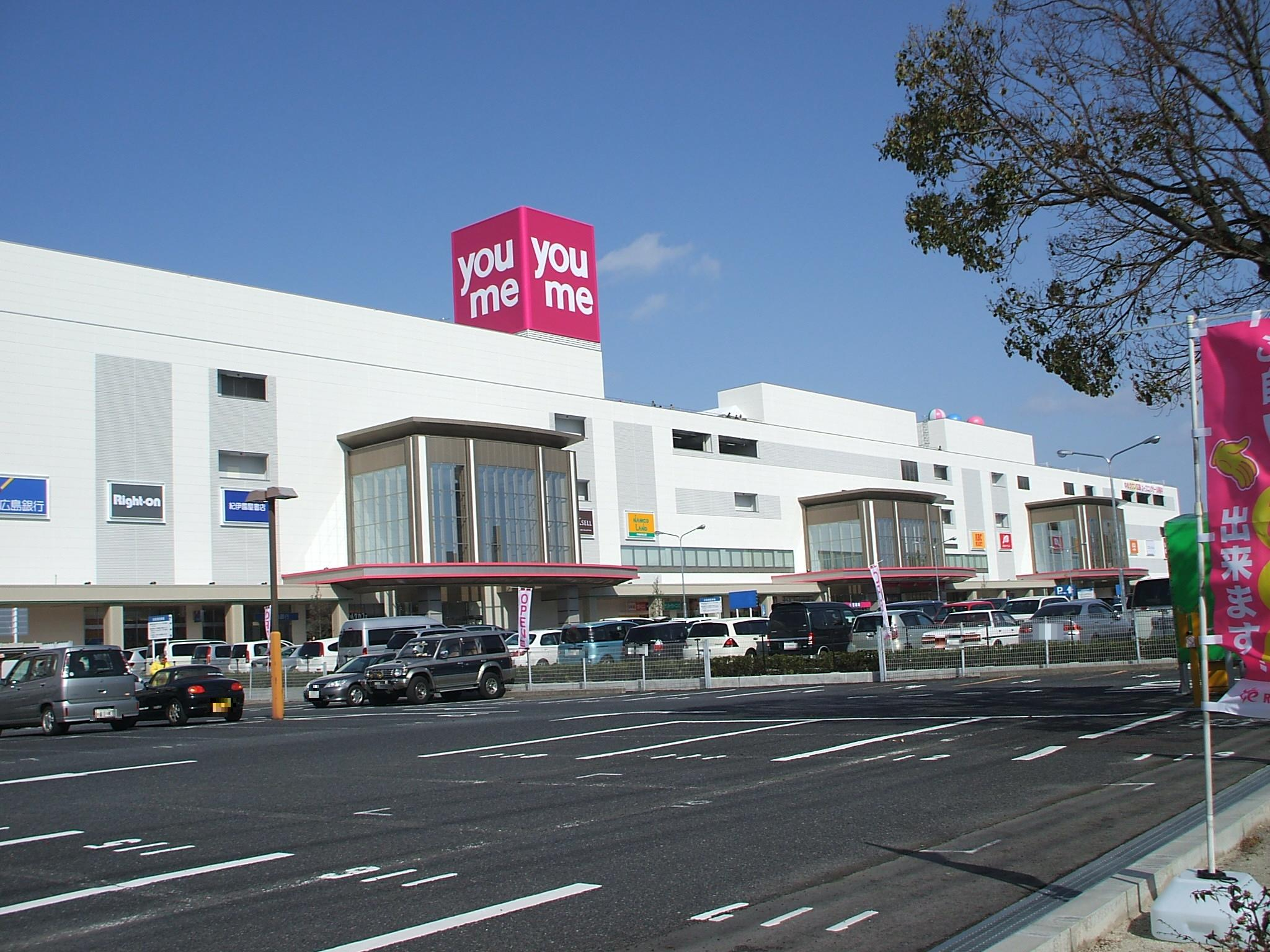
ゆめタウン広島
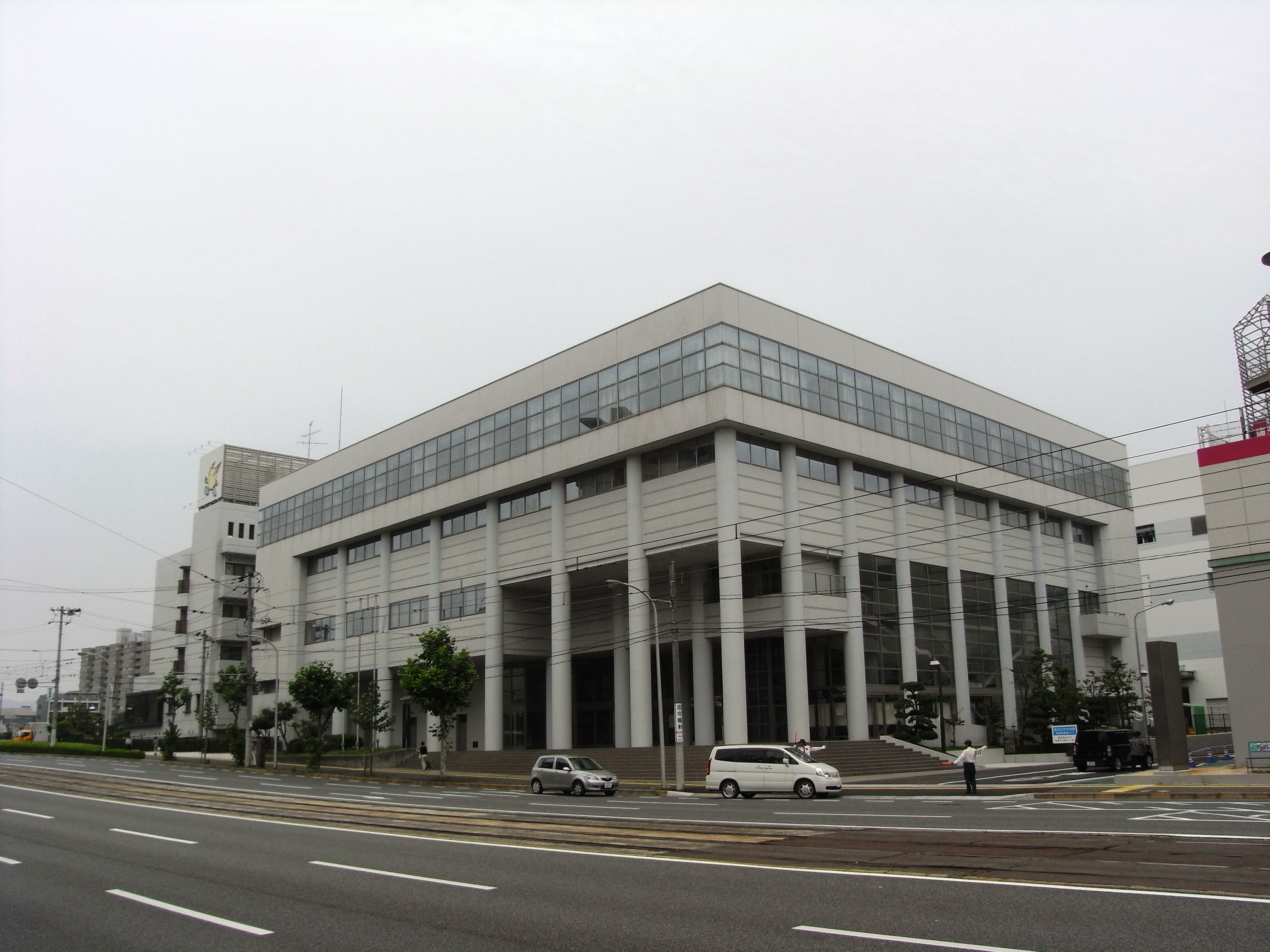
猫田記念体育館
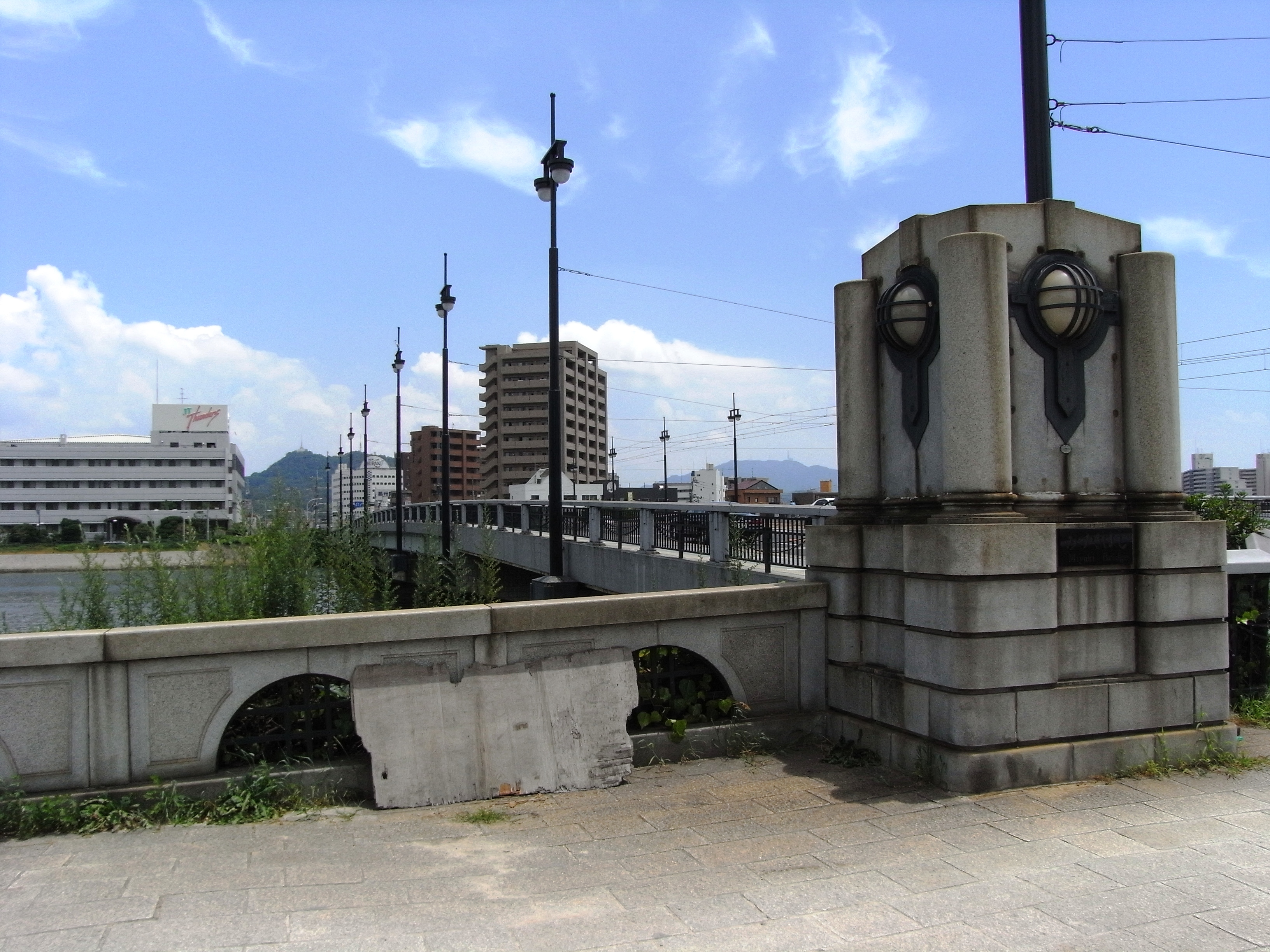
御幸橋（対岸の千田町側から臨む）
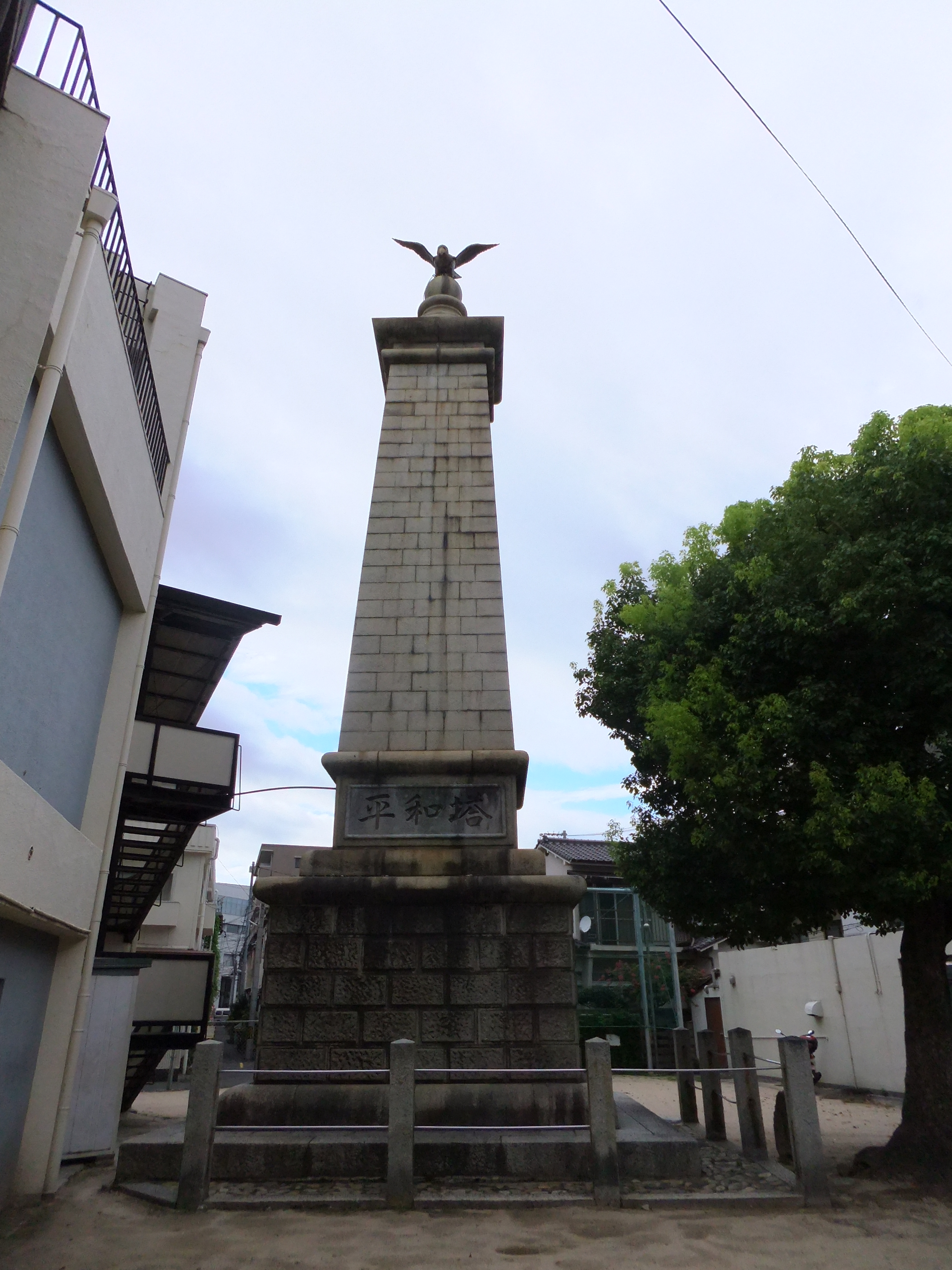
平和塔（旧・日清戦争凱旋碑）

## 交通

### 道路
- 国道2号
- 国道487号（宇品通り）
- 広島市道中広宇品線
- 広島市道霞庚午線

### 橋梁
すべて京橋川に架かる橋である。
- 平野橋
- 御幸橋

### 鉄道
- 広島電鉄皆実線・宇品線
  - 広島電鉄南区役所前電停
  - 広島電鉄皆実町二丁目電停
  - 広島電鉄皆実町六丁目電停

## 人口・世帯数
2018年7月末の人口・世帯数は以下の通り。
| 町名         | 人口  | 世帯数 |
| ------------ | ----- | ------ |
| 皆実町一丁目 | 2,923 | 1,269  |
| 皆実町二丁目 | 110   | 61     |
| 皆実町三丁目 | 1,249 | 597    |
| 皆実町四丁目 | 1,583 | 780    |
| 皆実町五丁目 | 1,667 | 770    |
| 皆実町六丁目 | 1,417 | 921    |
| 計           | 8,949 | 4,398  |

## 出身・ゆかりのある人物
- 竹西寛子（小説家）
- 溝手顕正（参議院議員）

## 関連事項
- 広島市町名・地区一覧 - 南区 (広島市)
- 旭・出汐・翠：かつて同じく「皆実新開」に含まれていた地区。
- 霞・東雲：皆実町を含む「皆実新開」と同時に造成された「東新開」に包括される地区。
- 広島県立広島皆実高等学校 - 皆実を冠する高等学校。出汐地区に所在する。
- 夕凪の街 桜の国 - こうの史代の漫画作品。ヒロインの一人「皆実」の名は本町名に由来する。
- 松重美人 - 中国新聞の報道カメラマン。被爆当日に広島市中心部で撮られた写真のうち1枚は現在の皆実町6丁目交差点で撮影された。